# The Equalizer 2
The Equalizer 2 ist ein US-amerikanischer Action-Thriller von Antoine Fuqua aus dem Jahr 2018 mit Denzel Washington in der Titelrolle. The Equalizer 2 ist die Fortsetzung des im Jahr 2014 erschienenen Films The Equalizer. In den USA kam der Film am 20. Juli 2018 in die Kinos, der deutsche Kinostart war am 16. August 2018. Mit The Equalizer 3 – The Final Chapter folgte 2023 der letzte Teil der Reihe.

## Handlung
Robert McCall, ehemaliger Agent der Defense Intelligence Agency, lebt allein in einer Etagenwohnung in Massachusetts. Er arbeitet als Lyft-Fahrer und hilft Menschen, die im Leben Schweres durchgemacht oder Unrecht erfahren haben. Unterstützt wird McCall von seiner engen Freundin und ehemaligen Geheimdienstkollegin Susan Plummer. So reist er in der Eingangsszene des Films mit dem Zug nach Istanbul, um die entführte Tochter einer Buchhändlerin zu befreien. Ein anderer Fall ist Sam Rubinstein, ein Holocaust-Überlebender, der nach dem Gemälde seiner Schwester sucht. Sam und seine Schwester wurden getrennt, als sie von den Nazis in verschiedene Lager verbracht wurden. Das Gemälde wurde jedoch versteigert, da Sam keinen gerichtsfesten Nachweis erbringen konnte, dass er – und seine Schwester, falls diese noch lebt – die rechtmäßigen Besitzer sind.
Als Vandalen den Garten und eine Wand im Hof des Mehrfamilienhauses verunstalten, bezahlt McCall seinen jungen Nachbarn Miles Whittaker für einen Neuanstrich der Wand. Ein anderes Mal rettet er Miles vor einer Gang, die ihn drängt, Mitglieder einer gegnerischen Gang zu töten.
Eines Tages bittet eine staatliche Behörde Susan um Hilfe bei der Einschätzung eines Falles in Brüssel. Sie soll untersuchen, ob es sich bei dem Tod eines Agenten und seiner Ehefrau um Doppelmord oder Mitnahmesuizid handelt. Gemeinsam mit dem DIA-Mitarbeiter Dave York, ehemaliger Partner von McCall, besichtigt sie den Tatort. Zurück im Hotel wird Susan in ihrem Zimmer überfallen und getötet. Auf den Videoaufzeichnungen der Überwachungskameras sind die Täter mit Rucksäcken zu erkennen. McCall findet anhand von Indizien heraus, dass die von den örtlichen Ermittlern erarbeitete Hypothese, Susan könnte das Opfer eines Raubmordes geworden sein, nicht stimmig ist. McCall informiert York, der ihn jahrelang für tot gehalten hatte, über seine Erkenntnisse.
Als McCall in seinem Taxi von einem Fahrgast angegriffen wird, tötet er diesen und nimmt dessen Handy an sich. Er findet heraus, dass York auf der Anrufliste des Täters steht, sucht ihn zuhause auf und stellt ihn zur Rede. Dieser gibt unumwunden zu, seit der Entlassung aus dem DIA-Dienst als Söldner zu arbeiten, nachdem er sich von der Regierung „benutzt und entsorgt“ gefühlt hat. Er gesteht, Susan eigenhändig getötet zu haben, weil zu befürchten stand, sie könnte die wahren Hintergründe des Tatgeschehens in Brüssel ans Licht bringen.
Resnik und Ari, Teamkollegen von York, begeben sich zu Susans Haus, um ihren Ehemann Brian zu töten, aber McCall schafft es gerade noch rechtzeitig, Brian in Sicherheit zu bringen. York bricht mit Kovac, einem weiteren Teamkollegen, in McCalls Wohnung ein, in der sich Miles gerade befindet. Dieser kann sich mit McCalls telefonischer Hilfe zunächst in einem Geheimgang hinter einem Bücherregal verstecken, da er diesen aber zu früh verlässt, wird er schließlich doch von York und Kovac als Geisel gefangen genommen.
McCall kehrt in seine Heimatstadt am Meer zurück, die gerade evakuiert wird, da sich ein Hurrikan nähert, und macht sich für York und sein Team bereit. Während York sich auf einem Wachturm in Scharfschützenposition befindet, schaltet McCall das restliche Team einen nach dem anderen aus. Auf sich allein gestellt offenbart York, dass er Miles im Kofferraum seines Wagens gefesselt hat. Er schießt auf den Wagen, um McCall aus seinem Versteck zu locken. Nachdem McCall den letzten Schuss sabotiert, reißt ein Windstoß York nieder. McCall stellt York auf dem Turm und tötet ihn.
McCall kehrt nach Massachusetts zurück, wo es ihm durch Susans Informationen über das Gemälde von Sams Schwester gelingt, Sam mit seiner verschollenen Schwester wieder zu vereinen. Miles beendet den Neuanstrich des Apartmentkomplexes, kehrt zur Schule zurück und konzentriert sich auf sein Kunststudium. McCall ist in sein altes Haus zurückgezogen.

## Synchronisation
Die Synchronisation übernahm die Iyuno Germany. Für das Dialogbuch und die Dialogregie war Elisabeth von Molo verantwortlich.
| Rolle           | Schauspieler      | Deutsche Synchronstimme   |
| --------------- | ----------------- | ------------------------- |
| Robert McCall   | Denzel Washington | Leon Boden                |
| Dave York       | Pedro Pascal      | Florian Halm              |
| Brian Plummer   | Bill Pullman      | Detlef Bierstedt          |
| Susan Plummer   | Melissa Leo       | Karin Buchholz            |
| Miles Whittaker | Ashton Sanders    | Constantin von Jascheroff |
| Resnik          | Jonathan Scarfe   | Thomas Schmuckert         |
| Sam Rubinstein  | Orson Bean        | Friedrich Georg Beckhaus  |

## Produktion
Wie bereits beim Vorgänger führte Antoine Fuqua Regie nach einem Drehbuch von Richard Wenk.
Im August 2018 lief der Film beim Locarno Film Festival.

## Erfolg
In den USA landete The Equalizer 2 an seinem Startwochenende auf Platz 1 der Kino-Charts. Der Film spielte in den ersten Tagen 35,8 Millionen US-Dollar ein.
Insgesamt spielte der Film weltweit 187,4 Millionen US-Dollar ein, davon 102,1 Millionen US-Dollar in den USA.

## Kritik
The Equalizer 2 wurde mit gemischten Kritiken bedacht. Auf Rotten Tomatoes erhielt der Film bei 189 gezählten Kritiken eine Bewertung von 50 %. Der Konsens der Seite lautet: „The Equalizer 2 liefert die viszerale Attacke eines standardisierten Selbstjustiz-Thrillers, aber dieses Zusammentreffen zuverlässiger Talente erweist sich letztendlich als ein enttäuschendes Fallbeispiel für das Gesetz vom abnehmenden Grenzertrag.“ Auf Metacritic erreichte der Film einen Metascore von 50 von 100 basierend auf 43 Kritiken.
Der film-dienst bezeichnet The Equalizer 2 als eine in „redundante Episoden zerlegte Fortsetzung eines Rache-Thrillers, die dem Vorgänger nichts Neues hinzufügt. Pädagogische Härte und brutale, einfallslos inszenierte Actionsequenzen gehen eine befremdliche Mischung miteinander ein.“ Christoph Petersen meint in seiner Rezension auf Filmstarts: „So richtig wird beim Schauen von „The Equalizer 2“ nicht klar, warum sich Denzel Washington ausgerechnet hier zum ersten Mal in seiner 40-jährigen Karriere zu einer Fortsetzung zu einem seiner Kassenhits breitschlagen ließ. Schließlich hat das Sequel dem Vorgänger von 2014, der wiederum lose auf der 80er-TV-Serie „Der Equalizer“ basiert, nichts wirklich Neues hinzuzufügen. […] „The Equalizer 2“ ist ein Film für Fans des zweifachen Oscargewinners und trocken servierter Action der härteren Gangart, während sich die übrigen Zuschauer wohl eher an dem mäandernden Skript und den klischeehaften Selbstjustiz-Subplots stören dürften.“ Die Redaktion von Cinema schreibt: „Das Sequel setzt auf die vertrauten Zutaten, erreicht allerdings nur selten die verstörende Wucht des Vorgängers – was auch an der leicht zerfahrenen Handlung liegt. Der Hurrikan, den Regisseur Antoine Fuqua […] gegen Ende entfesselt, sorgt dann aber doch für ein würdiges Finale. McCalls Gegner haben Wind gesät, und sie ernten einen Sturm.“

## Auszeichnungen
Locarno Festival 2018
- Nominierung in der Sektion Piazza Grande (Antoine Fuqua)